# Reggae National Tickets
I Reggae National Tickets (spesso abbreviati in R.N.T. o R.N.Tickets) sono stati un gruppo musicale reggae italiano formatosi a Bergamo nel 1993 e scioltosi nel 2000.
La band era costituita dal cantante siciliano Alborosie, dal chitarrista bergamasco Fabio "Sir" Merigo, dal bassista Sandro Nozza, dal batterista Alessandro Soresini, dal tastierista Matteo Arancio, dal trombettista Ricky Gibertini e dal sassofonista Marco Zaghi.
Nonostante la band fosse in fase di formazione già dal 1992, ll primo lavoro è il demo Metropoli selvaggia, risalente al 1994, seguito dall'album autoprodotto Squali. Il primo album coperto da etichetta discografica arriva nel 1997, quando con l'aiuto dei 99 Posse la BMG produce Un affare difficile; l'album è seguito l'anno successivo da Lascia un po' di te e nel 1999 da La isla, sempre per la BMG. Nel 2000 esce Il Mondo, registrato in parte in Giamaica e pubblicato in Italia dalla Discopiù

## Storia
Il gruppo viene fondato dal cantante Alberto D'Ascola detto Stena e dal chitarrista Fabio Merigo detto Sir, ispirati da gruppi reggae italiani come i Pitura Freska, gli Africa Unite, i 99 Posse e dai maggiori artisti giamaicani, Bob Marley in primis. Il loro primo demo arriva nel 1994, si intitola Metropoli selvaggia e vince il premio come miglior demo emergente di Radio Popolare. Nel 1995 la band vince il contest Arezzo Wave Emergenti partecipando al festival Arezzo Wave come nuova proposta.

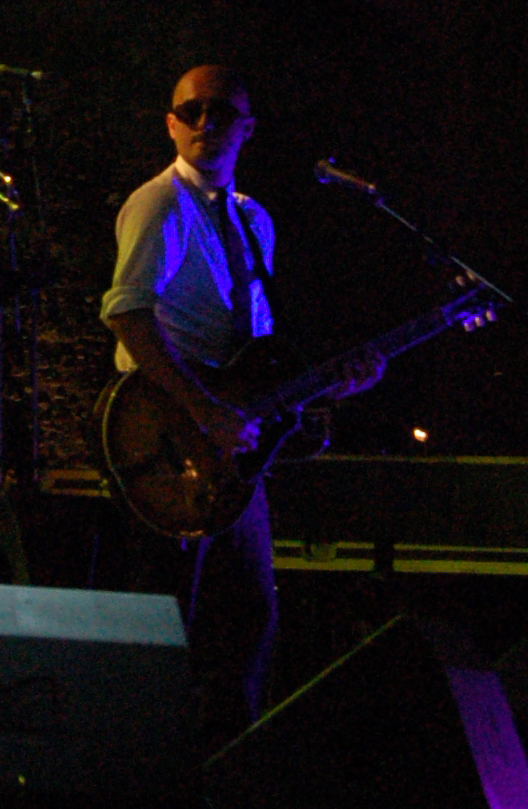
Fabio Merigo durante un live nel 2008

Il primo album autoprodotto risale al 1996, il titolo è Squali, che contiene la collaborazione di Madaski, tastierista degli Africa Unite, gruppo a cui s'ispirano anche i RNT. Il tour dell'album li porta ad effettuare più di 90 concerti. Nel 1997 è la volta di Un affare difficile prodotto dall'etichetta del gruppo ragga 99 Posse, la Novenove e distribuito dalla major BMG. Il disco, sempre mantenendo il reggae come genere principale, si apre verso il Drum and bass. Il disco vede al missaggio nuovamente Madasky e una collaborazione di 'o Zulù, frontman di 99 Posse.
Il disco successivo arriva nel 1998, Lascia un po' di te, sempre prodotto dalla Novenove e distribuito dalla BMG. Lavoro orientato verso la black music, dove i RNT mescolano infatti le atmosfere musicali giamaicane con il soul e l'R'n'B. 
Al disco partecipano il cantante giamaicano Bunny Selassie e Neffa nel remix di Feel The Vibes, il rapper Dre Love, Madaski al missaggio, e i 99 Posse alla produzione esecutiva. Il singolo estratto è Ti sento, e li porta al successo arrivando a piattaforme importanti come MTV e TMC2. Nello stesso anno partecipano all'edizione italiana del Rototom Sunsplash, vincendo il premio Reggae Italian Ambassador, grazie al quale vengono invitati a partecipare al festival Reggae Sunsplash che avrebbe dovuto svolgersi l'anno successivo nella città giamaicana di Ocho Rios.
Nel 1999 si trasferiscono in Giamaica per preparare lo spettacolo per il Reggae Sunsplash, scrivendo nella patria del reggae anche parte del nuovo album, La isla. Il festival viene annullato ma il gruppo rimane nell'isola dove registra parte del lavoro nello studio Gee Jam di Port Antonio, luogo in cui registra tra gli altri Aston "Family Man" Barrett, bassista dei The Wailers. La band torna in Italia per l'uscita dell'album, che esce il 14 maggio anticipato dal singolo Suono. L'album è interamente prodotto dalla BMG e vede al missaggio ancora Madaski degli Africa Unite.
Nel 2000 partecipano al minitour della band Morgan Heritage e fanno da spalla al cantante Ziggy Marley. Nello stesso anno partecipano all'International Night del Reggae Sumfest, in Giamaica, suonando in compagnia dei Morgan Heritage, degli Steel Pulse e dei Third World. Pochi giorni dopo suonano nel ghetto di Kingston, nel Trenchtown Cultural Yard, che vide crescere musicalmente Bob Marley. Al concerto assistono artisti come Bushman e Junior Kelly, che chiedono ed ottengono di esibirsi con il gruppo italiano.
Al ritorno in Italia esce l'album Roof Club, anticipato dal singolo Il mondo, il cui testo è scritto in collaborazione con il rapper e cantante Jovanotti.
Dopo l'album il gruppo si scioglie, e la maggior parte dei membri smettono di fare musica. Solo in tre continuano l'esperienza musicale. Stena si trasferisce in Giamaica, cambia il nome in Alborosie e nel 2003 pubblica il suo primo Singolo intitolato Dash Me Away mentre nel 2008 pubblica il primo album solista, Soul Pirate, ottenendo un notevole successo internazionale, il chitarrista Fabio Merigo passa invece nella band Giuliano Palma & the Bluebeaters mentre Alessandro Soresini diventa il batterista degli Africa Unite.

## Formazione
- Alberto "Stena" D'Ascola - voce
- Fabio "Sir" Merigo - chitarra

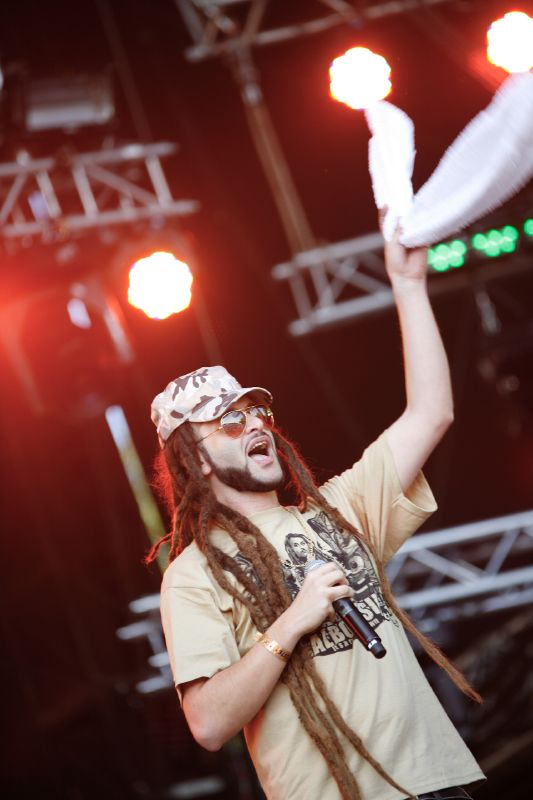
Alberto D'Ascola durante un concerto nel 2008

- Mirko Ferruggia  (fino al 1995) -basso
- Sandro Nozza - basso
- Alessandro Soresini - batteria (dal 1996)
- Matteo Arancio - tastiere (dal 1996)
- Ricky Murvin Gibertini - tromba (dal 1996)
- Marco Zaghi - sassofono
- Tasca Cristian - batteria
- Federico Duende Pagnoncelli - batteria
- Carlo Carl Cremaschi - sax (fino al 1996)
- Moska - tastiere (fino al 1996)

## Discografia
- 1996 - Squali
- 1997 - Un affare difficile
- 1998 - Lascia un po' di te
- 1999 - La isla
- 2000 - Roof Club

## Premi e riconoscimenti
- 1994 - Miglior Demotape Emergente di Radio Popolare.
- 1995 - Arezzo Wave Emergenti del Arezzo Wave.
- 1998 - Italian Reggae Ambassador del Rototom Sunsplash.

## Curiosità
- Il demo Metropoli selvaggia è attualmente considerato di elevato valore per la sua rarità ed il suo rilievo, in quanto rappresenta la prima produzione dei Reggae National Tickets, ed è conservato presso lo studio di registrazione Suonovivo di Bergamo.